# فرانشيسكو الرابع غونزاغا
فرانشيسكو الرابع غونزاغا (مانتوفا، 7 مايو 1586 - مانتوفا، 22 ديسمبر 1612) دوق مانتوفا ومونفيراتو لبضعة أشهر خلال عام 1612.

## السيرة
الابن الكبر لفينشينسو الأول غونزاغا وإليونورا دي ميديشي ، تزوج فرانشيسكو بتورينو في 19 فبراير 1608 من مارغيريتا سفويا ابنة الدوق كارلو إمانويلي الأول . ويبدو أن هذا الزواج وقرّب بين الأسرتين المتصارعتين منذ زمن من أجل امتلاك مونفيراتو. كان الزواج في الواقع لكلا الجانبين لفتة سياسية : من الناحية المناتوفية من أجل إزالة ما تبقى من مطالب كارلو إمانويلي الأول في مونفيراتو، ومن ناحية آل سفويا كان يتوقعون صعوبات سيواجهها آل غونزاغا في ضمان استمرار السلالة، وذلك من أجل تباهى أكثر قوة، وذلك بفضل خبرة لأسرة، فإن الإنسان. بعد وفاة الوالده، تولى فرانشيسكو صفة دوق مانتوفا (10 يونيو 1612). ولكن له الدوقية استمر بضعة أشهر فقط التي لا توجد أحداث رئيسية، إن لم يكن الخلاف مع رانوتشو فارنيزي دوق بارما السابق إلى خصم لدود لوالده الذي توفي بعد اتهامه من مؤامرة تهدف لمكافحة له بعض الوقت قبل. المسابقة متجه ينتهي الأسلحة، ولكن العمل الدبلوماسي سفويا وسفير فرنسا ساعدت على تحقيق السلام بين الجانبين. فرانسيس كما تسعى إلى خفض التكاليف واستعادة أموال الدولة واستنزاف غادر والده. لكنه انقطع عمله قريبا : وباء الجدري التي تتفشى في بالأرض المانتوفية الأولى فإن ضرب حتى الموت وهو ابن لويس، وبعد بضعة أسابيع، 22 ديسمبر 1612 ، تسبب في وفاة دوق. وقد خلفه شقيقه الأصغر فرديناند.

## الأسرة
كان فرانشيسكو مارغيريتا ثلاثة أبناء :
- ماريا (29 يوليو 1609 - 14 أغسطس 1660) ، تزوجت في 25 ديسمبر 1627 من شارل دوق نيفير وريتيل (1609 - 1631)
- لودوفيكو (27 يوليو 1611 -- 3 ديسمبر 1612)
- إليونورا (12 سبتمبر 1612 -- 13 سبتمبر 1612)

separatore
separatore